# Silo piceus
Silo piceus är en nattsländeart som först beskrevs av Brauer 1857.  Silo piceus ingår i släktet Silo och familjen grusrörsnattsländor. Inga underarter finns listade i Catalogue of Life.